# Правителство на Народна република Македония (2)
Второто правителство на Социалистическа република Македония е формирано на 18 април 1946 година. Създадено е министерство на труда. Мандатът на правителството трае до 31 декември 1946 година. Съставът на правителството е следният:
- Лазар Колишевски – председател
- Люпчо Арсов – заместник-председател и председател на Контролната комисия
- Неджат Аголи – втори заместник-председател
- Цветко Узуновски – министър на вътрешните работи
- Божидар Джамбаз – министър на финансите
- Георги Василев – министър на индустрията и рударството
- Тодор Ношпал – министър на строежите
- Диме Бояновски – министър на търговията и снабдяването
- Кръсто Симовски – министър на земеделието и горите
- Никола Минчев – министър на народната просвета
- Васил Калайджиевски – министър на правосъдието
- Вукашин Попадич – министър на народното здраве
- Кирил Петрушев – министър на труда
- Борис Спиров – министър на социалните грижи

## Промени от ноември 1946
- Вукашин Попадич заменя Борисов Спиров като министър на социалните грижи[2]